# Mihály Varga

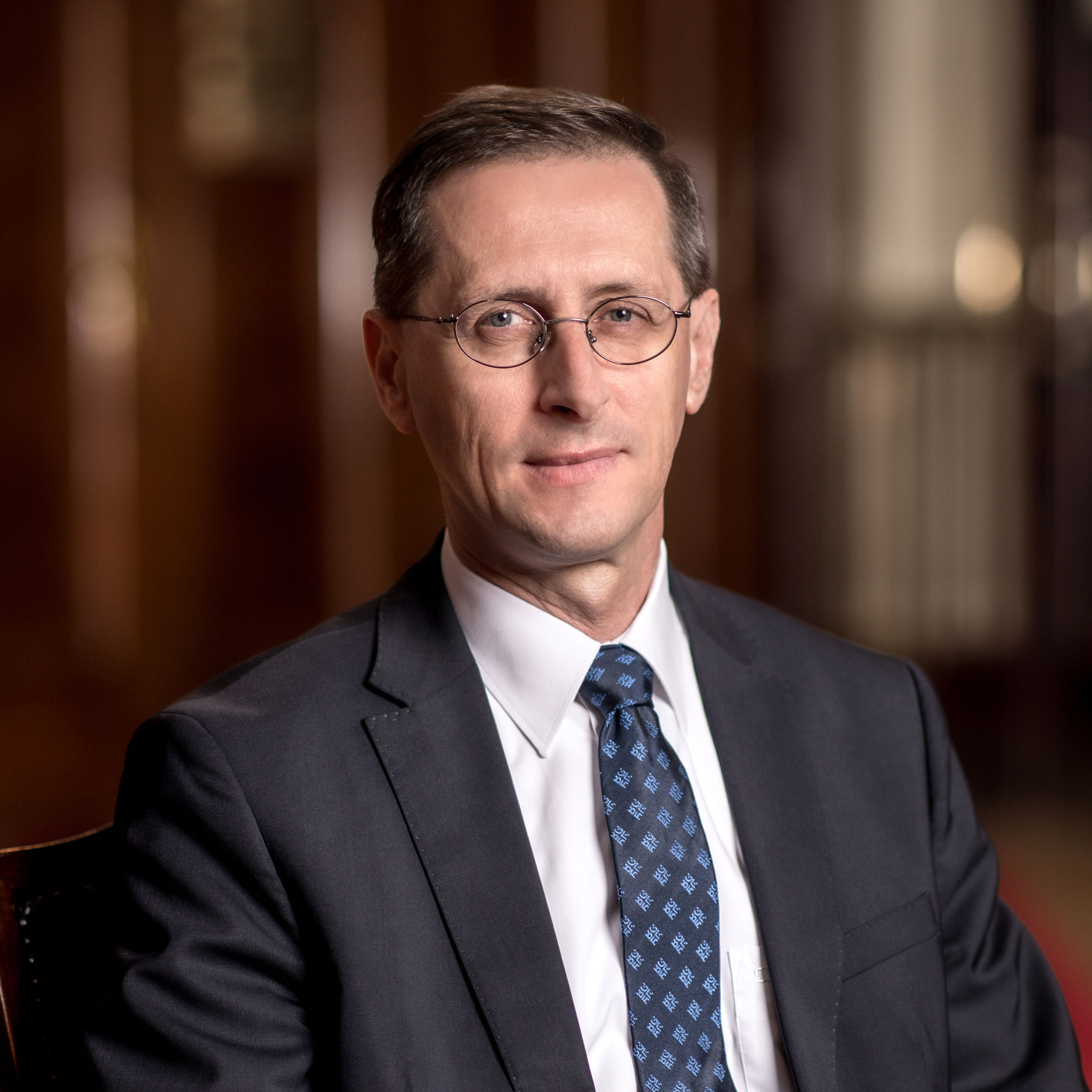
Mihály Varga

Mihály Varga (* 26. Januar 1965 in Karcag) ist ein ungarischer Politiker der Fidesz – Ungarischer Bürgerbund.

## Leben
Varga studierte an der Corvinus-Universität Budapest Wirtschaftswissenschaften. 1988 wurde er Mitglied der Fidesz – Ungarischer Bürgerbund. Seit 1990 ist er Abgeordneter im Ungarischen Parlament. Vom 1. Januar 2001 bis 27. Mai 2002 war er  Finanzminister. Von 2005 bis 2003 war er Stellvertretender Vorsitzender der Partei. Im Kabinett Orbán II war er bis 19. Mai 2012 Leiter der Staatskanzlei. Im Kabinett Orbán III ist er als Nachfolger von György Matolcsy seit März 2013 erneut Finanzminister.